# Mali Orehek
Mali Orehek este o localitate din comuna Novo mesto, Slovenia, cu o populație de 38 de locuitori.